# G.fast
G.fast é um padrão de DSL(digital subscriber Line) desenvolvido pela ITU-T, que poderá atingir velocidades entre 200 Mbit/s a 500 Mbit/s, em circunstancias excepcionais, a velocidade poderá aproximar de 1 Gbit/s. Velocidades altas é alcançada somente em pontos de conversão a curta distância(menos do que 250 m.) é ainda uma outra tecnologia usada no VDSL2, entretanto ele é optimizado para curtas distâncias e não irá substituir o VSDL2 para longa distâncias.
As especificações formais foi redigido como ITU-T G.9700 e G.9701, aprovado em 04 Abril de 2014. O Desenvolvimento foi coordenado com o projeto FTTdp(fiber to the distribution point) do Broadband Forum. O Nome G.fast é um acrónimo recursivo para fast access to subscriber terminals,(Acesso rápido ao terminais do assinante) A letra G representa as séries G das recomendações da ITU-G. Hardware limitados a Demonstração foi mostrado na metade de 2013. O Hardware comercial é esperado para 2015 ou 2016.